# USS Santee (1855)
Pour les autres navires du même nom, voir USS Santee.
L'USS Santee est une frégate de 44 canons en service dans l'US Navy de 1861 à 1912.

## Histoire
La construction de l'USS Santee commence en 1820 au chantier naval de Portsmouth. Cependant, à cause d'un manque de fonds, elle reste ainsi, inachevée. Elle est finalement lancée le 16 février 1855 et entre en service le 9 juin 1861, un mois à peine après le début de la guerre de Sécession.

### Blocus du golfe du Mexique
La frégate quitte Portsmouth le 20 juin 1861, et après avoir embarqué des munitions à Hampton Roads, elle atteint le golfe du Mexique le 10 juillet afin de participer au blocus des ports de l'armée confédérée. Le 8 août, elle capture la goélette C. P. Knapp, 350 kilomètres au sud de Pensacola et y escorte ce forceur de blocus. Le 27 octobre, elle fait sa seconde prise, le brigantin Delta, au large de Galveston. Celui-ci essayait de s'y faufiler avec une cargaison de sel en provenance de Liverpool.
Le soir du 7 novembre, une expédition de plusieurs chaloupes quitte la frégate pour la baie de Galveston dans le but de capturer et brûler le bateau à vapeur confédéré General Rusk. Cependant, certaines de ces chaloupes s'échouent en essayant de se cacher le long des côtes. L'effet de surprise n'étant plus de mise, le lieutenant James Jouette, commandant l’expédition, décide de changer de cible pour le navire d'observation Royal Yacht. Après un combat au corps à corps, il capture l'équipage du navire, y met le feu et retourne au Santee avec une douzaine de prisonniers à son bord. Le bilan de l'expédition est d'une mort, de deux blessés parmi les officiers et de six parmi les hommes d'équipage, dont un mortellement.
Le 30 décembre, le Santee capture la goélette confédérée Garonne.
En janvier 1862, les forces navales du golfe du Mexique sont divisées en deux escadres, le Santee devenant le navire amiral du contre-amiral David Farragut, commandant le West Gulf Blockading Squadron (« escadre bloquant l'ouest du golfe »). Le navire continue ainsi sa mission de blocus au large du Texas jusqu'à l'été. À ce moment-là, le scorbut affaiblissant l'équipage, et l'engagement de certains marins prenant fin, le Santee remonte vers le nord, atteignant Boston le 22 août avant d'être retiré du service le 4 septembre.

### Navire-école
Réparée au chantier naval de Boston, le navire reprend du service un mois plus tard, et met les voiles en direction de Newport, où elle sert de navire-école de l'académie navale, déménagée depuis Annapolis par sécurité. En compagnie de la Constitution, elle sert de dortoir et de salle d'études pour les cadets de l'Union Navy.
À la fin de la guerre, l'académie navale retourne sur son campus d'Annapolis et la Santee, transportant de nombreux cadets, fait voile vers son port, s'amarrant à Fort Severn le 2 août 1865. Elle y continue son rôle de navire-école, avant de servir de navire d'entraînement à l'artillerie l'année suivante. À la même époque, elle commence à servir de caserne pour les cadets étant punis et pour les quatrième classe, afin de leur donner un avant-goût de la vie en mer. Décennie après décennie, la frégate participe à la vie des jeunes cadets sans interruption.

### La fin
Ainsi, peu avant l'aube du 2 avril 1912, après un demi-siècle de bons et loyaux service, la Santee coule sur son amarre. Les efforts pour la renflouer s'avèrent vains, et elle est revendue à Joseph Hitner le 2 août 1912, soit l'anniversaire de son arrivée à Annapolis. Après six mois de travaux, elle est finalement remise à flot, et le 8 mai 1913, elle retourne à Boston où elle est brûlée afin d'en récupérer le cuivre et le laiton.

## Source
- (en)  Cet article contient du texte publié par le Dictionary of American Naval Fighting Ships dont le contenu se trouve dans le domaine public. La référence peut être lue ici.